# 蘇納皮 (新罕布什爾州)
蘇納皮（英語：Sunapee）是一個位於美國新罕布什爾州沙利文縣的鎮。

## 人口
根據2020年美國人口普查的數據，蘇納皮的面積為65.15平方千米，當中陸地面積為54.53平方千米，而水域面積為10.62平方千米。當地共有人口3342人，而人口密度為每平方千米51人。